# Tonja Buford
Tonja Buford (Estados Unidos, 13 de diciembre de 1970) es una atleta estadounidense, especializada en la prueba de 400 m vallas en la que llegó a ser subcampeona mundial en 1995.

## Carrera deportiva
En el Mundial de Gotemburgo 1995 ganó la medalla de plata en los 400 metros vallas, con un tiempo de 52.62 segundos, llegando a la meta solo una centésima por detrás de su compatriota Kim Batten que con 52.61 segundos batió el récord del mundo, y por delante de la jamaicana Deon Hemmings (bronce con 53.48 segundos que fue récord del mundo).